# Vía intravaginal

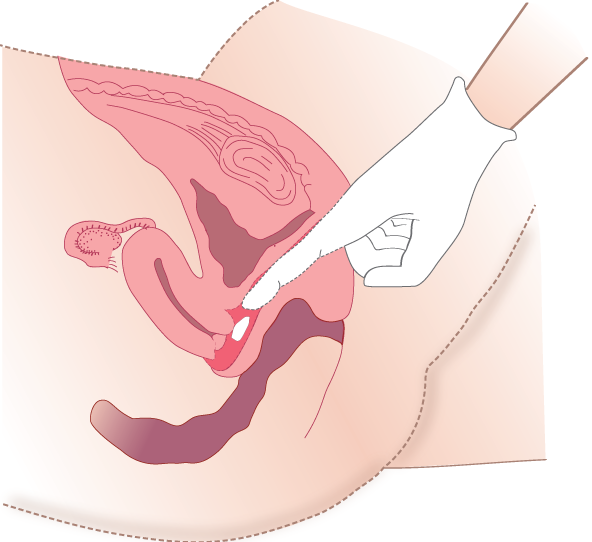
Aplicación de fármaco con aplicador

La vía intravaginal es una forma de administración de fármacos, o aplicación de artefactos, para que actúen localmente química o mecánicamente en el área interior de la vagina. 

## Historia
Existen una serie de documentos antiguos (texto médico chino del 2700 a. C., el papiro de Kahun o de Petrie —1850 a. C.—, el papiro de Ebers —1550 a. C., el Génesis y el Talmud—) que describen distintos métodos para introducir sustancias en la vagina tales como el empleo de cremas vaginales, tampones medicados o sustancias para evitar la concepción.

## Tipos de fármacos de aplicación intravaginal
- Antibióticos: como la sulfanilamida.
- Antifúngicos: como el miconazol y el clotrimazol.
- Antisépticos: como el cloruro de benzalconio o la Iodopovidona.
- Hormonas: por lo regular estrógenos.
- Anticonceptivos: espermicidas como el nonoxinol-9.
- Otros fármacos, como el misoprostol.[2]

## Formas farmacéuticas

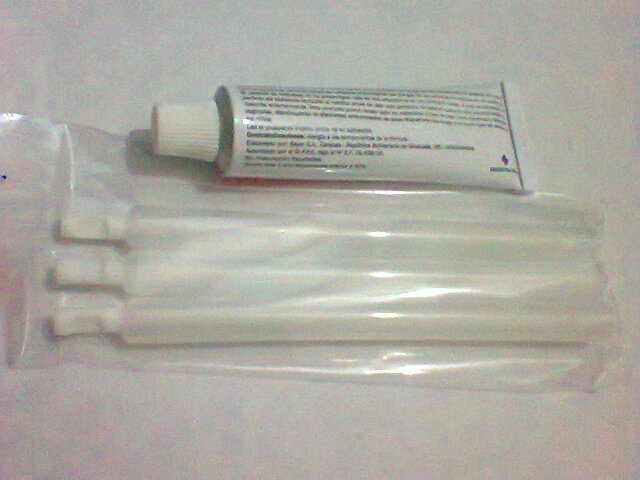
Crema vaginal con clotrimazol 2% y aplicadores de plástico en un tratamiento antimicótico de tres días.

- Líquido: para lavados o duchas vaginales, algunos son antisépticos de venta libre como el cloruro de benzalconio o el ácido acético.
- Óvulos vaginales o tabletas vaginales.
- Cremas vaginales.
- Geles.

## Mecánicos
- Esponjas anticonceptivas
- Preservativos femeninos
- Diafragmas
- Dispositivos intrauterinos
- Anillos vaginales
- Cono vaginal

## Dispositivos auxiliares
Muchos fármacos, sobre todo aquellos empleados en micosis, o infecciones bacterianas, deben ser administrados con aplicadores especiales que vienen incluidos en la caja.